# Rechercheur Ria
Rechercheur Ria is een Nederlandse politieserie uit 2014. De serie werd uitgezonden door SBS6.
Hoofdpersoon van de serie is rechercheur Ria van Spall, gespeeld door Ellen Pieters, die haar werk moet zien te combineren met de zorg voor een tweeling. Daarnaast heeft ze het te stellen met haar ex Jaap (Victor Löw), die aan het einde van de eerste aflevering haar baas wordt.
De serie is een remake van het Spaanse Los misterios de Laura, voor het eerst uitgezonden in juli 2009. Eind 2014 volgde een Amerikaanse remake, The Mysteries of Laura, met Debra Messing in de titelrol.

## Rolverdeling
| Acteur           | Personage            | Opmerkingen      |
| ---------------- | -------------------- | ---------------- |
| Ellen Pieters    | Ria van Spall        | Rechercheur      |
| Bjorn Niessen    | Rechercheur          |                  |
| Birgit Schuurman | Lydia Groen          |                  |
| David Lucieer    | Sytse Alkema         |                  |
| Victor Löw       | Jaap van Spall       | Ria's ex en baas |
| Manuel Broekman  | Martin Beer          | Rechercheur      |
| Midas Zaitsoff   | Rick van Spall       | Zoon van Ria     |
| Ramses Zaitsoff  | Tim van Spall        | Zoon van Ria     |
| Guus Dam         | Philip               |                  |
| Yolanthe Cabau   | Babette              |                  |
| Benjamin de Wit  | Dhr. Bastiaans       |                  |
| Kenan Raven      | Dhr. Hofman          |                  |
| Sophie van Oers  | Loes Bastiaans       |                  |
| Truus te Selle   | Marga Manten         |                  |
| Nina van Koppen  | Sascha               |                  |
| Roos Netjes      | Maaike               |                  |
| Metta Gramberg   | Voorzitter commissie |                  |

## Afleveringen
| Nr. | Titel                                        | Datum uitzending | Kijkcijfers |
| --- | -------------------------------------------- | ---------------- | ----------- |
| 1   | Het raadsel van de gesloten kamer            | 16 april 2014    | 844.000     |
| 2   | Het raadsel van de goede buurt               | 23 april 2014    | 646.000     |
| 3   | Het raadsel van de engel Gabriel             | 30 april 2014    | 561.000     |
| 4   | Het raadsel van het verdwenen familiefortuin | 7 mei 2014       | 508.000     |
| 5   | Het raadsel van het Moordspel                | 14 mei 2014      |             |
| 6   | Het raadsel van de blauwe papegaai           | 21 mei 2014      | 432.000     |
| 7   | Het raadsel van de man die niet bestond      | 28 mei 2014      | 412.000     |
| 8   | Het raadsel van de man die sprong            | 11 juni 2014     | 400.000     |

Op 16 juni 2014 is bekendgemaakt dat de serie niet wordt vervolgd.